# إي فوتبول برو إفولوشن سوكر 2020
إي فوتبول برو ايفولوشن سوكر 2020 (بالإنجليزية: eFootball Pro Evolution Soccer 2020)، هي لعبة فيديو من نوع رياضة كرة القدم، أصدرت بتاريخ 10 سبتمبر 2019، وتعمل في منصات بلاي ستيشن 4، إكس بوكس ون ومايكروسوفت ويندوز.